# 豊滝停留所
豊滝停留所（とよたきていりゅうじょ）は、かつて北海道札幌市南区豊滝1区にあった定山渓鉄道線の駅（停留所）である。同線の廃線により1969年（昭和44年）に廃駅となった。
豊平川右岸（南岸）の断崖が途切れた箇所にあり、観音岩山（八剣山）の威容を仰ぐ景勝の地ではあったものの、交通の便が悪いため地元の住民以外の利用者は皆無だった。
近くに人家はなかったが、背後の丘陵の上には農家が多く、停留所は地元の要望によって設けられた。したがって利用者は、その農家の人々に限られていたのである。

## 歴史
- 1948年（昭和23年）1月11日：開業。
- 1969年（昭和44年）11月1日：定山渓鉄道線廃止に伴い廃駅。

## 隣の駅
定山渓鉄道
定山渓鉄道線
簾舞駅 - 豊滝停留所 - 滝の沢駅